# Самуель Ґобат

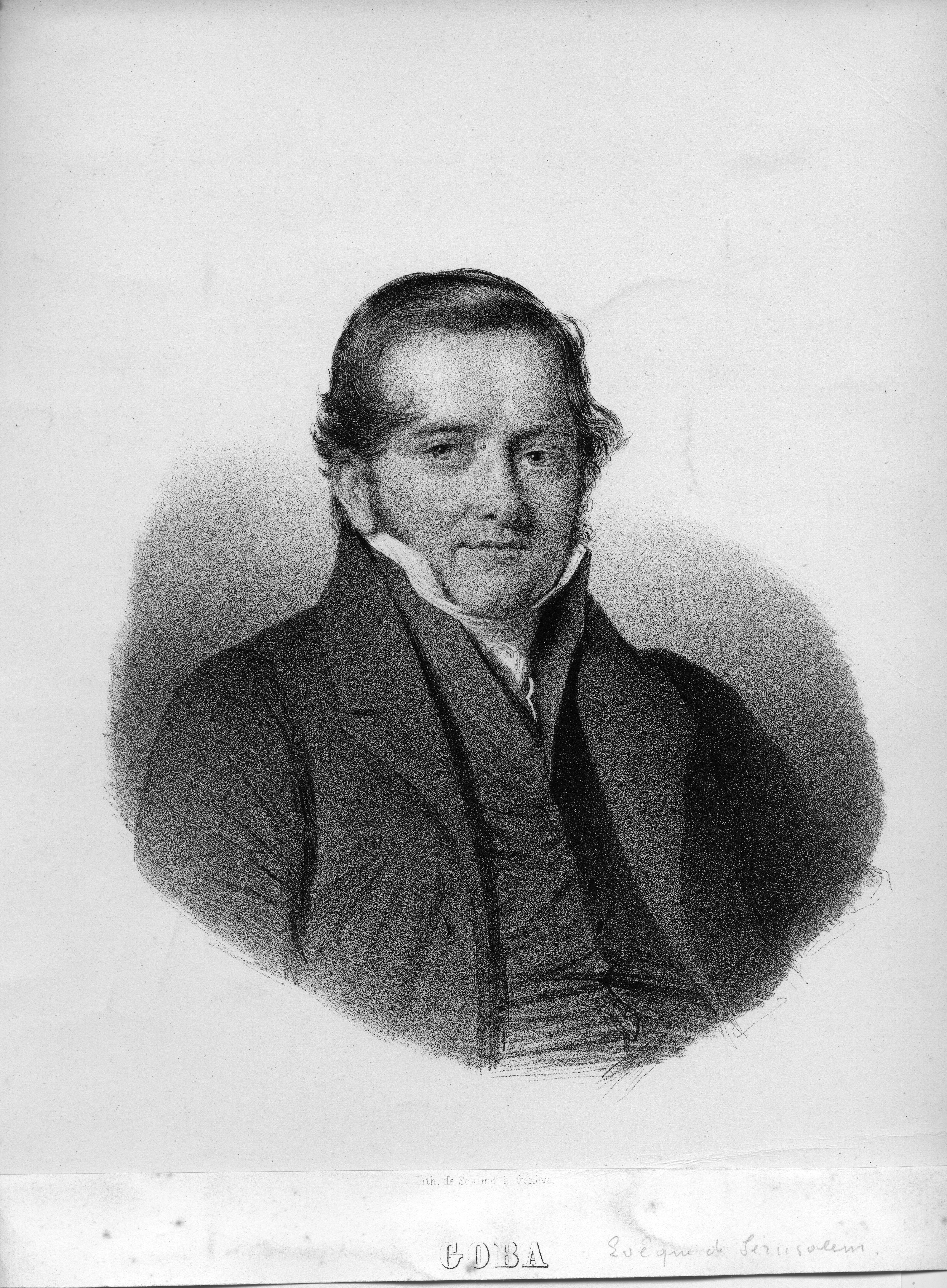
Ґобат в молодості

Самуель Ґобат (фр. Samuel Gobat; 26 січня 1799 — 11 травня 1879) — швейцарський кальвініст, який став англіканським місіонером в Африці. Протестантський єпископ Єрусалиму з 1846 року до своєї смерті.

## Біографія
Самуель Ґобат народився в Кремінесі, кантон Берн, Швейцарія, і охрестився як член реформатської церкви кантону Берн-Золотурн. Служив у реформатській місії святої Крішони (англ. St. Chrischona) у Беттінгені з 1823 по 1826 рік. Потім поїхав до Парижу та Лондону, звідки, здобувши деякі знання арабської та ґеезської мов, виїхав до Ефіопії з Церковним місіонерським товариством (англ. Church Mission Society) під егідою англіканської церкви.
1834 року Ґобат одружився з Марі Крістін Реґін Целлер (нім. Marie Christine Regine Zeller; 1813—1879), дочкою Крістіана Генріха Целлера (нім. Christian Heinrich Zeller; 1779—1860), педагога, піонера внутрішньої місії та пієтистського гімнолога. У подружжя було десятеро дітей. Їхня донька Ганна Марія Софі Ґобат (1838 —1922), вийшла заміж у 1859 році за преподобного Джона Целлера (1830—1902), місіонера в Назареті, який пізніше став керівником школи Ґобата в Єрусалимі. Софі Розін Доротея (Дора) Ґобат (1842—1923) стала місіонеркою Пілігримської місії св. Крішони, яка одружилася в 1867 році з Карлом Генріхом Раппардом (нім. Carl Heinrich Rappard; 1837—1909), місіонером в Олександрії.
Племінником Самуеля був Шарль Альбер Ґоба.

## Місіонерська кар'єра
Ґобат двічі відвідав Ефіопію. Перший раз — з початку 1830 року до кінця 1832, коли повернувшись до Європи, він одружився. У березні 1835 року Ґобат поїхав туди знову, але власне погане здоров'я (він писав, що був прикутий до ліжка, «зазнаючи жорстоких болів») змусило його повернутися до Європи вже в 1836 році. Його щоденник про перебування в Ефіопії (фр. Sejour en Abyssinie) опублікували в 1835 році в Парижі, а пізніше переклали англійською як «Журнал трьох років проживання в Абіссінії». З 1839 по 1842 Ґобат жив на Мальті, де наглядав за арабським перекладом Біблії. У цей час він був місіонером Церковного місіонерського товариства.

## Єпископат в Єрусалимі

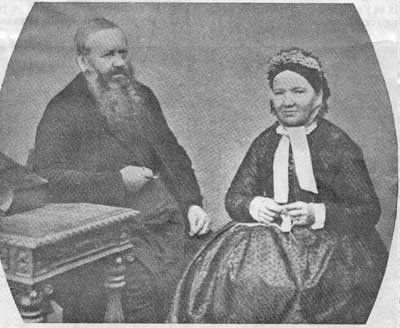
Самуель Ґобат і Марі Ґобат (уроджена Целлер)

1846 року його висвятили на другого протестантського єпископа Єрусалиму, згідно з угодою між британським і прусським урядами (1841) про створення спільного єпископства для англікан, лютеран і кальвіністів на Святій землі, яку втілювали в життя Англіканська церква і об'єднана євангельська церква в Пруссії. Ґобат змінив на цій посаді покійного єпископа Михаїла Соломона Олександра. Він активно виконував свої обов'язки як єпископ понад тридцять років, особливої уваги заслуговують його єпархіальна школа (так звана школа єпископа Ґобата, заснована в 1847 році, нині Єрусалимський університетський коледж) та сиротинець на горі Ціон.
На відміну від свого попередника, єпископа Олександра, який віддавав перевагу місіонерству серед євреїв і мусульман, однак, коли останнім заборонили навертатися за османськими законами, Ґобат удався до прозелітизму серед християн інших, переважно православних, конфесій. Порта узаконила це фірманом у 1850 році, виданим під тиском протестантських держав Британії та Пруссії. Такий прозелітизм критикували прихильники фракції Високої англіканської церкви.

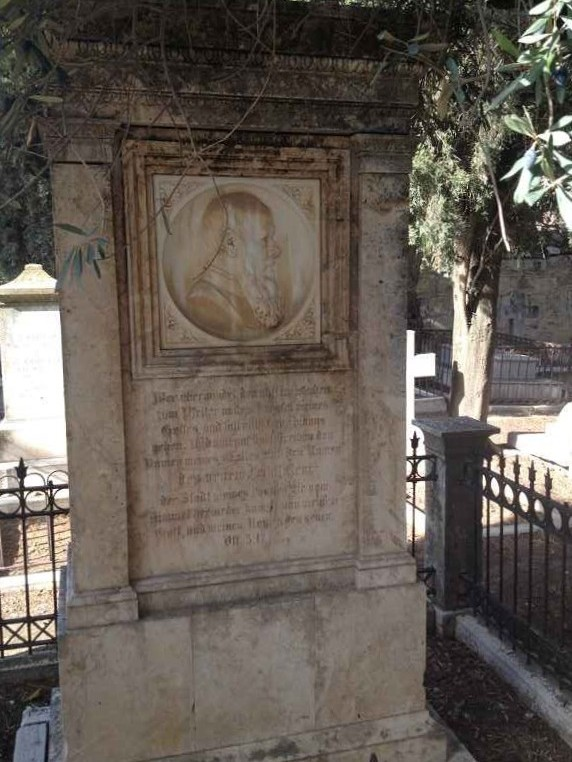
Могила Ґобата та його дружини Марії, цвинтар гори Ціон, Єрусалим

Щоб підтримати зусилля Ґобата, Вільгельм Гофманн (1806—1873), один з королівських прусських придворних проповідників у Верховній парафіяльній та колегіальній церкві в Берліні, 2 грудня 1852 року став співзасновником благодійної організації «Єрусалимська асоціація». Він же став її першим президентом. На кошти, зібрані цією Асоціацією, Ґобат зміг заснувати низку благодійних установ. У 1850-х роках Гобат запросив Церковне місіонерське товариство (CMS), в якому він раніше був місіонером, відкрити Палестину для місіонерства, що вони і зробили.
У 1866 році Ґобат об'єднав протестантську місію Яффо Пітера Мецлера (нім. Peter Metzler), місіонера паломницької місії Св. Крішони, з місією Йоханнеса Ґрюлера (нім. Johannes Gruhler), висвяченого англіканського пастора церкви Іммануїла в місті Рамла. Однак більшість прихожан Яффо не любили англіканський обряд і воліли відвідувати служби Мецлера. У 1871 році він освятив церкву Христа в Назареті, побудовану під керівництвом Джона Целлера, німецького місіонера CMS. Він також висвятив перших арабських священнослужителів єпархії — Майкла Ка'вара (англ. Michael Ka'war) та Серафіма Бутаджі (англ. Seraphim Boutaji).
Ґобат і його дружина померли в Єрусалимі і поховані на кладовищі гори Ціон. Опис його життя, переважно автобіографічний, опублікували в Базелі в 1884 році, а переклад англійською мовою в Лондоні того ж року. Після Ґобата єпископом став Джозеф Барклай.

## Виноски
1. 1 2 3  Bibliothèque nationale de France BNF: платформа відкритих даних — 2011.
2. 1 2  SNAC — 2010.
3. 1 2  генеалогічна база даних Merkelstiftung — 30000 екз.
4. ↑  The Church Missionary Atlas (Church Missionary Society). Adam Matthew Digital. 1896. с. 67—76. Процитовано 19 жовтня 2015.
5. ↑  English translation originally published in 1851; republished by Negro Universities Press in 1969, ISBN 978-0-8371-1416-3
6. ↑  In 1853 the school moved into a new building on Mount Zion, which is used by the Jerusalem University College since 1967.
7. ↑  Cf. Abdul Latif Tibawi, British Interest in Palestine 1800—1901: A Study of Religious and Educational Enterprise, London: Oxford University Press, 1961, pp. 237—255.
8. ↑  Frank Foerster, Mission im Heiligen Land: Der Jerusalems-Verein zu Berlin 1852—1945, Gütersloh: Gütersloher Verlags-Haus Mohn, 1991, (Missionswissenschaftliche Forschungen; [N.S.], 25), pp. 45 and 96, ISBN 3-579-00245-7
9. ↑  The Church Missionary Gleaner, December 1862. Missionary Work in Palestine. Adam Matthew Digital. Процитовано 24 жовтня 2015.
10. ↑  Gilley & Stanley, ред. (2006). The Cambridge History of Christianity: World Christianities c. 1815-c.1914. Cambridge, England: Cambridge University Press. с. 462. ISBN 0521814561.
11. ↑  Cf. Ejal Jakob Eisler (איל יעקב איזלר), Peter Martin Metzler (1824—1907): Ein christlicher Missionar im Heiligen Land [פטר מרטין מצלר (1907—1824): סיפורו של מיסיונר נוצרי בארץ-ישראל; German], Haifa: אוניברסיטת חיפה / המכון ע"ש גוטליב שומכר לחקר פעילות העולם הנוצרי בארץ-ישראל במאה ה-19, 1999 ,(פרסומי המכון ע"ש גוטליב שומכר לחקר פעילות העולם הנוצרי בארץ-ישראל במאה ה-19/Abhandlungen des Gottlieb-Schumacher-Instituts zur Erforschung des christlichen Beitrags zum Wiederaufbau Palästinas im 19. Jahrhundert; vol. 2), pp. 39 and לג. ISBN 965-7109-03-5
12. ↑  Miller, Duane Alexander (October 2012). Christ Church (Anglican) in Nazareth: a brief history with photographs (PDF). St Francis Magazine. 8 (5). Архів оригіналу (PDF) за 8 вересня 2013. [Архівовано 2013-09-08 у Wayback Machine.]